# Stanislaus Bona
```

```

Stanislaus Vincent Bona (ur. 1 października 1888 w Chicago, zm. 1 grudnia 1967) – amerykański duchowny Kościoła katolickiego. W latach 1932–1944 był biskupem diecezji Grand Island w stanie Nebraska, a od 1945 do 1967 biskupem diecezji Green Bay w stanie Wisconsin.

## Życiorys
Stanisław Wincenty Bona urodził się w Chicago w stanie Illinois jako syn Jana i Katarzyny (z domu Śmigiel) Bonów, którzy przywędrowali do Stanów Zjednoczonych z Polski w 1881 roku. Ukończył założoną przez Polonię uczelnię St. Stanislaus College (Kolegium świętego Stanisława Kostki) w Chicago, gdzie zdobył stopień Bachelor of Arts (odpowiednik licencjatu) w 1905 roku. Naukę kontynuował w Papieskim Kolegium Północnoamerykańskim w Rzymie, gdzie uzyskał stopień naukowy doktora teologii oraz stopień Licentiate of Canon Law (licencjat prawa kanonicznego). Święcenia kapłańskie przyjął 1 listopada 1912 roku.
Następnie do 1916 roku pracował jako wikariusz w założonej przez polskich imigrantów parafii świętej Barbary w Chicago, aby od tego roku zostać kapelanem więziennym. Od 1918 roku pracował na stanowisku profesora w Archidiecezjalnym Seminarium Duchownym im. Jamesa E. Quigleya, by w 1922 zacząć pracę duszpasterską w parafii świętego Kazimierza, którą to zakończył w roku 1931. Godność prałata otrzymał w 1931 roku oraz został członkiem Rady Delegatów dla Wspólnot Religijnych Kobiet.
18 grudnia 1931 roku papież Pius XI ustanowił Bonę drugim w historii biskupem diecezji Grand Island (metropolia Omaha) w stanie Nebraska. 25 lutego 1932 roku w archikatedrze Najświętszego Imienia Jezus w Chicago otrzymał sakrę biskupią z rąk kardynała George’a Mundeleina, natomiast współkonsekratorami byli biskup polskiego pochodzenia Paweł Piotr Rhode oraz biskup Francis Martin Kelly. Przeprowadził swoją diecezję przez trudny czas wielkiego kryzysu i II wojny światowej. Podczas wojny sprawował opiekę duszpasterską nad niemieckimi i włoskimi jeńcami wojennymi umieszczonymi w obozach położonych na obszarze diecezji.
2 grudnia 1944 roku papież Pius XII ustanowił Bonę biskupem koadiutorem diecezji Green Bay (metropolia Milwaukee) w stanie Wisconsin oraz biskupem tytularnym Mela. Po śmierci biskupa Pawła Rhode, która nastąpiła 3 marca 1945 roku, został siódmym w historii biskupem Green Bay. W trakcie swojej posługi biskupiej w Green Bay utworzył 67 szkół podstawowych, 4 szkoły średnie, uczelnię Silver Lake College oraz Seminarium Duchowne Najświętszego Serca Pana Jezusa. Zainicjował wydawanie gazety diecezjalnej oraz przekształcił program pomocy społecznej katolickich instytucji dobroczynnych, tak aby zajęły się nowymi potrzebami, włączając w to problemy imigrantów zarobkowych. Uczestniczył we wszystkich czterech sesjach Soboru watykańskiego II między 1962 a 1965 rokiem.
Biskup Bona zmarł w wieku 79 lat.